# Galeotto I Malatesta
Galeotto I Malatesta (Rimini, 1300 circa – Cesena, 21 gennaio 1385) è stato un condottiero italiano.

## Biografia
Figlio di Pandolfo I e di Taddea da Rimini, fratello di Malatesta III Guastafamiglia, fu signore di Rimini, Fano, Ascoli Piceno, Cesena, Sansepolcro e Fossombrone. Seguì sempre il Guastafamiglia e fu servitore della Chiesa.
Unitamente al fratello e affiancato con il cardinale Bertrando del Poggetto, nel 1333 combatté presso le mura di Ferrara, ma cadde prigioniero. Liberato, si unì a Ferrantino contro il legato pontificio e con gli eserciti riuniti conquistò il territorio di Rimini. Ben presto Ferrantino tramò contro il Galeotto, ma questi lo imprigionò e si nominò signore della città. Dovette peraltro combattere con lo spodestato Ferrantino, e la guerra durò fino al 1343. Ludovico di Baviera gli assegnò il territorio di Fano.
Nel 1347 invase la Marca anconitana e prese Senigallia, Ancona, in seguito espugnò Osimo, Jesi ed Orciano, e in breve fu padrone della maggior parte della provincia. Sconfisse presso Fermo Gentile da Mogliano e Lonio dei Simonetti, facendo prigioniero quest'ultimo.
Nel 1348 la città di Ascoli Piceno dette il comando delle milizie a Galeotto. Egli le assicurò protezione, cercando nello stesso tempo di rendersi signore della città.
Nel 1349 Galeotto depose le armi ed effettuò un pellegrinaggio in Terra santa. Tornato in Italia, nel 1351 fu chiamato da Luigi di Taranto a Napoli.
Nel 1353, insieme con il fratello e con un gran numero di armati pose l'assedio a Fermo, contro Gentile da Mogliano. Ma dovette correre a difendere Rimini, assalita da Fra Moriale e dai suoi venturieri. Combatté quindi il cardinale Albornoz, legato di papa Innocenzo VI, e nel 1353 recuperò Fermo. Cercò di riprendere Recanati al legato pontificio, ma fu respinto. Pose l'assedio a Paterno, che si era ribellato. Combatté con Rodolfo da Varano, ma fu fatto prigioniero. Dopo aver concluso la pace, i Malatesta ebbero dalla Chiesa il vicariato di Rimini, Pesaro, Fano e Fossombrone.
Nel 1356 prese parte alla crociata bandita contro il signore di Forlì. Diede il guasto a Cesena e costrinse Faenza alla resa.
Nel 1357 occupò Cesena e posto assedio alla Murata, conquistò dopo un mese la rocca, validamente difesa dalla moglie del l'Ordelaffi. Prese quindi Castelnuovo e Bertinoro, ma assediò invano Forlì. Ebbe per tradimento Meldola e nel 1359 ottenne che l'Ordelaffi capitolasse con Forlì.
Nel 1360 fu inviato dal legato a Bologna, minacciata da Bernabò Visconti. Domò le ribellioni di Corinaldo e fortificò Bologna.
Nel 1361 fu inviato nel territorio di Parma e ne tornò con un ricco furto di bestiame.
Cercò inutilmente di espugnare Lugo, che non prese per la diserzione dei suoi mercenari.
Portò gli aiuti necessari a Bologna e attaccato i nemici al ponte di San Ruffilo, li vinse facendo un cospicuo numero di prigionieri. Sostenne ancora la guerra per altri due anni e quindi ebbe il comando supremo della milizia della regina Giovanna.
Nel 1364, scoppiata la guerra tra Firenze e Pisa, sostituì nel comando delle milizie fiorentine il nipote Pandolfo. Posto l'accampamento a Cascina, distante sei miglia da Pisa, fu assalito dall'Acuto, capitano dei pisani, ma lo vinse, costringedolo a fuggire da Pisa.
Ebbe da Firenze molti onori, ma non poté compiere altre imprese, perché i suoi mercenari gli si ribellarono. Tornato a Rimini, successe al fratello, morto nel 1364, nella signoria, e governò ancora insieme ai figli di quest'ultimo, Ungaro e Pandolfo II. Tenne per sé Fano.
Nel 1368 andò a Padova, dove si trovava l'imperatore Carlo IV, quindi passò al soldo dell'imperatore Costantinopoli.
Nel 1370 ottiene dal papa la signoria di Sansepolcro.
Nel 1372, in Avignone, da papa Gregorio XI fu riconfermato capitano generale della Chiesa, e portò la guerra a Barnabò Visconti, che vinse nel 1373 a Montichiari, nel bresciano.
Per la morte dei nipoti accentrò in sé tutta la signoria dei Malatesta. Assistette il papa nella guerra contro i fiorentini, cercò di recuperare Urbino, ma il popolo urbinate lo respinse. Prese Cagli, ma ne fu cacciato. Nel 1376 costrinse Cesena a mantenersi fedele alla Chiesa, riconquistò Santarcangelo. Tornato a Cesena, ne venne allontanato dal cardinale legato, che vi commise atti di eccessiva ferocia, ragione per cui poté rioccuparla nel 1378, aggiungendovi la signoria di Bertinoro. Nello stesso anno ottenne il governo di Cesena dal conte di Romagna, a nome del papa. Istituì una forma di reggimento e richiamò i fuoriusciti.
Per il possesso di Cesenatico dovette muovere guerra a Guido da Polenta, ma la mediazione del marchese di Ferrara fece fare la pace nel 1381. Sennonché, due anni dopo, furono riprese le armi e il Polenta perdette Senigallia.
Nel territorio ravegnano prese Cervia, Polenta, Cuglianello e Bastia, ma a Ravenna fu sconfitto. Tornato a Rimini, la guerra fu continuata dai figli perché morì nel 1385

## La tirannia nella città di Ascoli Piceno (1348-1353)
(da "Ascoli nel Trecento" di A. de Santis)
Galeotto Malatesta di Rimini arrivò nella città di Ascoli Piceno nel mese di maggio dell'anno 1348 e vi rimase fino al 1353. Fu chiamato dal popolo ed eletto dagli ascolani quale “Capitan Generale dell'Armi Cittadinesche” per la guerra contro Fermo. Suo compito, ormai divenuto Signore di Ascoli, sarebbe stato anche quello di difendere e proteggere la città che versava in pessime condizioni a seguito della tirannia del suo predecessore Altoraccio, nipote del papa Clemente VI, dell'epidemia di peste, delle rovinose perdite subite a causa della guerra capeggiata dal nemico fermano Gentile da Mogliano, dalla siccità, dall'invasione delle cavallette, dalla carestia e da qualche danno del terremoto.
Gli ascolani avevano incontrato Galeotto Malatesta durante la guerra contro Fermo e avevano avuto modo di apprezzare le sue capacità militari di tenere testa a Gentile da Mogliano. Pensarono quindi di affidarsi a lui, e a suo fratello Malatesta, detto Malatestino. Per mezzo di un'ambasceria, li sollecitarono a correre in loro aiuto offrendo a Galeotto il generalato delle loro armi. Le cronache cittadine riferiscono che al tempo era un giovane e ambizioso condottiero di ventura, congiunto in matrimonio nel 1323 con la giovane Elisa de la Villette, sua prima moglie, nipote del Rettore della Marca Amelio di Lautrech.
Arrivò ad Ascoli con il fratello Malatestino e un cospicuo numero di soldati e cavalieri e il popolo lo acclamò come “difensore del popolo ascolano”.
Malatesta organizzò un modesto ma valente esercito e un reggimento costituito da montanari e iniziò ad inseguire l'esercito fermano.
Nel mese di novembre del 1348 si scontrò a San Severino con Gentile da Mogliano il quale ripiegò verso Fermo e lasciò nelle mani degli ascolani molti prigionieri, vettovaglie e retroguardia. Galeotto, fiero di questa facile vittoria, tornò verso Ascoli e durante il cammino saccheggiò e sottomise i castelli di Marano, Castignano, Monte dell'Olmo e Carassai. Occupò anche San Benedetto a Mare, l'attuale San Benedetto del Tronto, grazie al tradimento di Piero Mancini che vendette la sua città per una ricompensa di 1.000 fiorini d'oro, pagati dagli ascolani.
Sempre nello stesso anno la campagna di conquista proseguì con l'assedio alla città di Offida dove Galeotto si accampò con le sue truppe. Rovinò le strade che conducevano all'interno della cittadina e ruppe l'acquedotto che alimentava le fonti al di fuori delle mura. Gli offidani tentarono di contrastare con coraggiose sortite i malatestiani, ma al fine di evitare sofferenze e spargimento di sangue scesero alla resa.
Sulla scia di questa ulteriore conquista si portò col suo esercito ad Ancona e la occupò durante una notte senza incontrare avverse resistenze da parte degli anconetani. Secondo le cronache dell'epoca non si esclude che forse avevano loro stessi invitato Malatesta a conquistare la città. Questo successo realizzò il desiderio di Malatesta da Verrucchio che avrebbe voluto dominare la Marca fino al fiume Tronto. Mancava solo la città di Fermo che non fu mai sottomessa alla signoria dei Malatesta, nonostante gli incessanti tentativi di delegittimare la sovranità di Gentile da Mogliano che fu sostenuto anche dall'ausilio della compagnia di ventura di Fra Moriale, ossia Montreal d'Albarno.

### Le opere fortificate, la congiura ai danni di Galeotto e l'arresto del vescovo Isacco Bindi (1349)
(da Ascoli nel Trecento di A. de Santis)

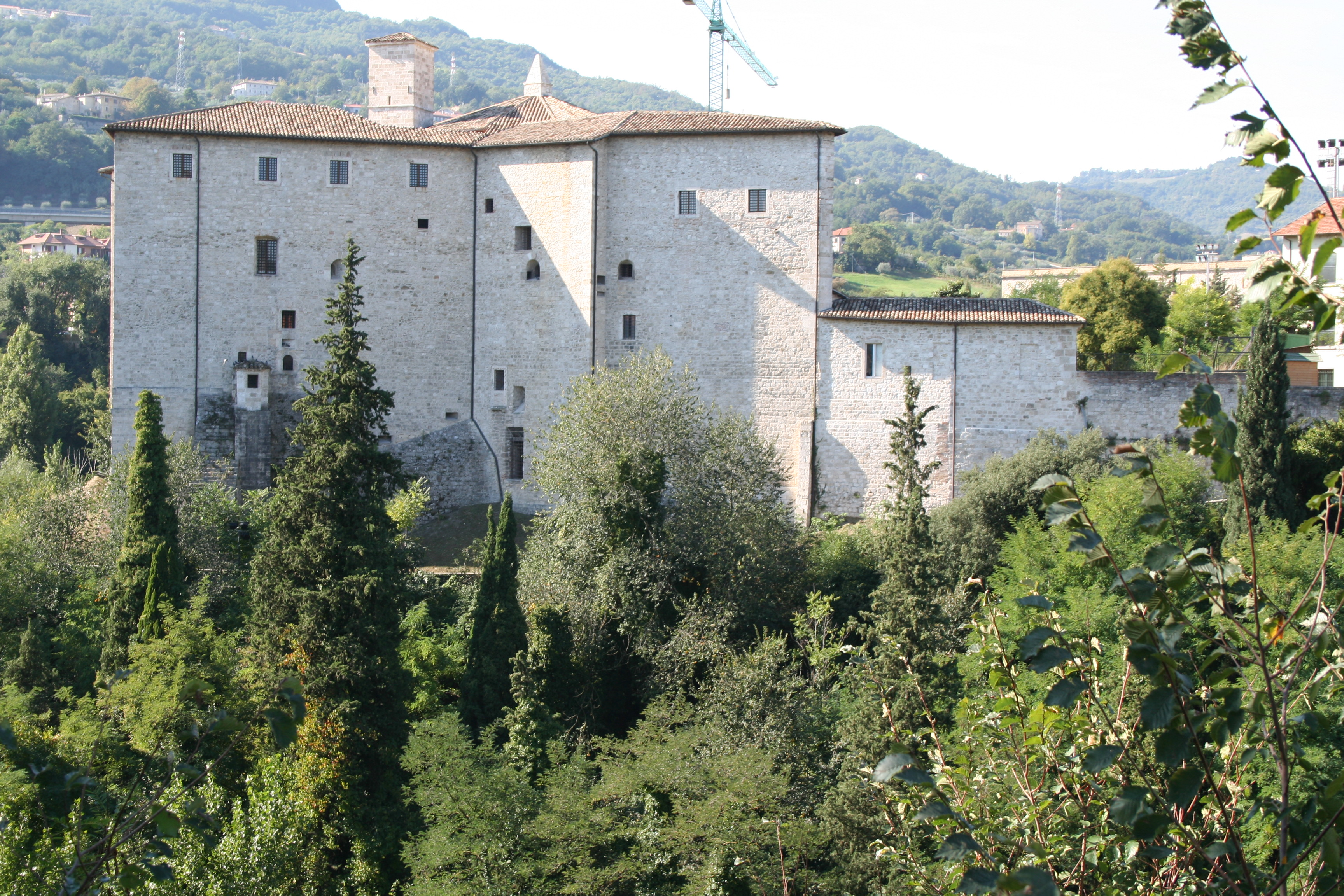
Forte Malatesta di Ascoli Piceno

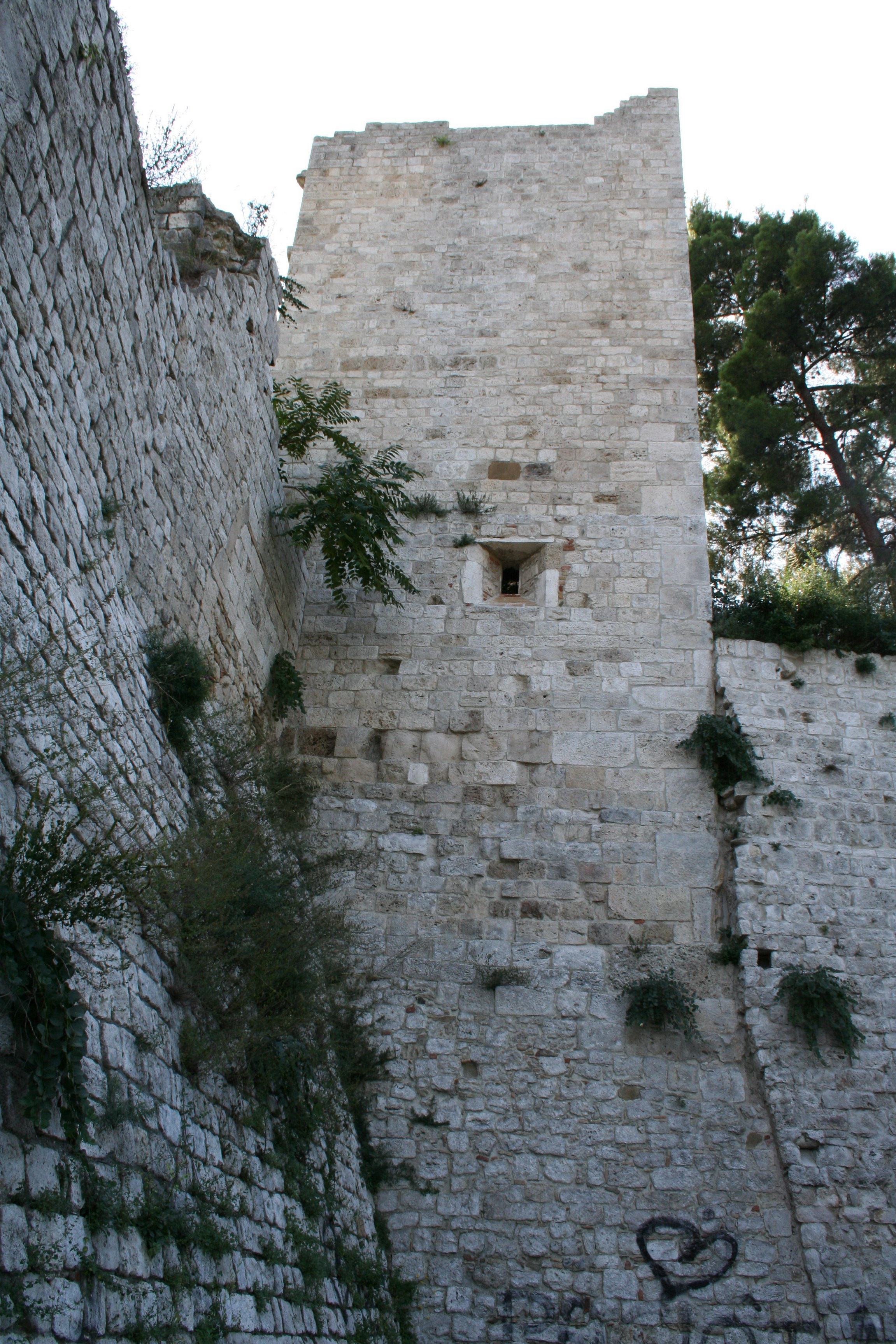
Fortezza Pia di Ascoli Piceno

Tornato ad Ascoli costruì il forte, presso Porta Maggiore, sul greto del torrente Castellano, che fu demolito con la sua cacciata e successivamente ricostruito da Sangallo il Giovane. L'opera fortificata porta ancora oggi il suo nome: Forte Malatesta. Sempre nello stesso anno ordinò l'edificazione di un altro cassero che, dopo la ricostruzione “a fundamentis”, voluta dal papa Pio IV, venne denominato: Fortezza Pia. Questa costruzione è situata nella zona più alta della città, il colle Pelasgico, e gode di un'ottima veduta strategica. Inoltre sistemò i fossati che circondavano Ascoli, rafforzò le mura di cinta e pavimentò tutte le strade cittadine.
L'esigenza del Malatesta di costruire con celere rapidità opere fortificate nasceva dalla consapevolezza di sapere che il popolo ascolano lo guardava con ostilità e non nutriva molta simpatia per gli abusi che commettevano sia egli stesso che il suo esercito ai danni della città.
Gli ascolani non avevano alcuna intenzione di sopportare il peso di una nuova tirannia e incominciarono ad ordire una serie di cospirazioni e congiure ai danni di Galeotto.
Le cronache ascolane riportano le notizie delle esecuzioni ordinate da Malatesta contro chi avrebbe voluto attentare alla sua vita e specificano che nel mese di agosto furono decapitati “Francischo de messer Parisano et Acavico de Jacobo de Libirtino” in Piazza Arringo, di fronte al palazzo vescovile. Nello stesso mese fu giustiziato anche “Silvestro de messere Bon Giovando” e in settembre “Jacubutio de Cabirtino”, quest'ultimo a Campo Parignano.
Si trattava di gesti altamente dimostrativi da monito per chiunque avesse cercato di attentare alla sua vita. Ciò alimentò maggiormente gli animi degli ascolani contro il tiranno e suscitò lo sdegno del vescovo benedettino che aveva avuto modo di seguire i fatti dalle sue finestre.
La reazione di Isacco Bindi, vescovo di Ascoli, fu immediata, e indossati i paramenti, si recò al cospetto di Malatesta e dei suoi ufficiali nell'intento di affrontarli e rimproverali pubblicamente, ma non fece in tempo perché le soldatesche di Galeotto lo aggredirono e lo condussero in prigione presso il forte insieme ai suoi fratelli: Angelo, Benedetto e Nicola detenendoli per 11 mesi.
Gli ascolani, che consideravano il vescovo la loro guida e il loro unico difensore, restarono impietriti di fronte a tanta efferatezza e fuggirono riparando nelle loro abitazioni. Gli uomini di Malatesta saccheggiarono e chiusero le chiese e in tutta la città si respirava aria di terrore al passaggio delle guardie del tiranno che, durante le costanti perlustrazioni, avrebbero soffocato qualunque atto di ribellione o riscossa per i fatti accaduti.
Sempre nello stesso anno posò le armi e viaggiò in Palestina. Le cronache ascolane raccontano anche del suo viaggio a Rimini e al Santo Sepolcro, che secondo De Santis sarebbe da intendere più come Sansepolcro vicino ad Arezzo.

### La nuova congiura, la rivolta dei castelli della montagna e la liberazione del vescovo ascolano (1350)
(da Ascoli nel Trecento di A. de Santis)
Nel mese di gennaio del 1350, Pier Marino di Gio. di Stefano, Giovanni Gentiloni bolognese, Notar Cola Andrea Bianchino di Ciccio di Lelio, Sante alias Ronzone e altri, non menzionati nel testo della cronaca, congiurarono contro Galeotto, ma la cospirazione non riuscì poiché fu rivelata al tiranno da Lozzo di Ruggero da Cascia che, per questa delazione, ricevette una ricompensa di 100 fiorini d'oro.
Malatesta catturò i congiurati il 4 febbraio 1350 e riservò loro un trattamento particolarmente crudele. Li lasciò trascinare, per le vie della città, appesi alle code di quattro cavalli che fermarono la loro corsa nella piazza principale, l'attuale Piazza Arringo, e qui vennero squartati, ridotti a brandelli e appesi sulle picche.
La sua tirannia suscitò malcontento anche tra i castelli della montagna ascolana che si ribellarono, si ricordano nelle cronache ascolane quelli di Monte Calvo, della Rocca di Arquata del Tronto, di Quintodecimo, di Cocoscia, di Lisciano di Colloto, di Cervara, di Appignano, di Folignano ed Acquasanta.
Per calmare il popolo e i montanari Galeotto, il 6 aprile 1350, ordinò la scarcerazione del vescovo Isacco Bindi e dei suoi parenti, ma allo stesso tempo bandì da Ascoli molti cittadini.
Mentre era fuori dalla città i montanari scesero fino alle mura di Ascoli, fermandosi fuori Porta Romana, e provocarono battaglia gridando: “Mora, mora Galeotto e viva il popolo di Ascoli”. Nello scontro i montanari trovarono la sconfitta, molti di loro furono uccisi in combattimento, altri ridotti in prigionia, qualcuno riuscì a fuggire verso il Monte Polesio e sei di essi furono impiccati sulla porta della città.
Successivamente organizzò e attuò una spedizione punitiva contro i ribelli della montagna e, avvalendosi di truppe mercenarie, avanzò fino a stabilire il suo quartier generale ad Acquasanta. Da qui per 14 giorni operò rastrellamenti facendo morti e prigionieri.

### Spedizioni e conquiste di forti e castelli, la liberazione di Osimo (1351)
Solo pochi giorni dopo dal ritorno da Acquasanta Galeotto organizzò la spedizione per Santa Vittoria, occupata dalle milizie di Gentile da Mogliano, ed espugnò il forte il primo maggio grazie alla diserzione del corpo di guardia, composto da 40 uomini, che durante la notte abbandonò il presidio.
Durante il viaggio di ritorno da Santa Vittoria ad Ascoli Galeotto, il 19 giugno 1351, si fermò e accampò a Castel San Pietro sottomettendolo al suo dominio il 21 giugno. Continuando la sua opera di conquista prese, il primo luglio, anche Quinzano, Castelfiorito, Vindola, Roccafluvione e altri che si pacificarono con il popolo di Ascoli.
Sedati i ribelli montanari Galeotto tornò nuovamente a Santa Vittoria, rioccupata da Fermo, e riconquistandola si avviò al combattimento contro il castello di Servigliano dove si trovava Gentile da Mogliano con il suo esercito. Mogliano non si concesse alla sfida del Malatesta, conscio della superiorità del rivale e, sfuggendogli, si rifugiò nella sua Fermo.
Malatesta e i fermani si incontrarono solo pochi mesi dopo ad Osimo, quando la cittadina assaltata dai fermani a stento continuava a resistere. In soccorso degli osimani giunsero gli ascolani e con a capo Galeotto, i fermani per evitare di cadere tra le due milizie, osimana e ascolana, tolsero l'assedio. Malatesta fu accolto come “liberatore della patria” e stabilì la sua signoria anche su Osimo conservandola fino all'anno 1355, anno della battaglia del Castello di Paderno.
Rientrando da Osimo ad Ascoli le milizie malatestiane si fermarono ad assediare il castello di Civitanova Marche dove si trovava asserragliato Ruggero, il figlio di Gentile da Mogliano. Galeotto ottenne la resa del castello e condusse ad Ascoli, in stato di prigionia, sia Ruggero che le sue truppe.
Nello stesso anno, il 20 aprile 1351, Galeotto e gli ascolani assediarono Montefalcone che si trovava sotto la soggezione fermana e qui si riappropriarono del vessillo che era stato sottratto dai fermani tre anni prima, il 29 aprile 1348, quando ci fu la presa e la distruzione del porto di Ascoli.
Nel 1351 fu chiamato da Luigi di Taranto a Napoli.

#### La pace con la città di Fermo
Nel luglio del 1351 Malatesta e gli ascolani stipularono il primo trattato generale di pace con i fermani.
C'è da considerare però che ciò non dissuase Galeotto ad allargare i suoi confini e che le mire espansionistiche del Malatesta continuavano, il suo desiderio era anche quello di conquistare la città di Fermo.
L'arcivescovo di Milano Giovanni Visconti, preoccupato delle mire di Galeotto e della potenza che tutta la famiglia Malatesta aveva nell'Italia centrale si fece promotore delle trattative pacificatrici che si avviarono a Monterubbiano e che si conclusero a Rimini.
Il Visconti, nel giugno 1351, inviò tre suoi emissari nelle Marche: il cavaliere Tommaso di Lampagnano, il dottore Iacopo Boffi e Nicolò dei Fei di Arezzo, con la missione di consegnare la sua ambasceria sia alla città di Fermo che a quella di Ascoli. Il giorno 4 luglio 1351 fermani e ascolani si incontrarono a Monterubbiano e, sebbene non abbiano sottoscritto definitivamente la pace, riuscirono ad accordarsi e a scrivere 16 articoli preliminari delle trattative. Questo secondo le cronache avvenne dopo l'assalto di Montefalcone. Le delegazioni si incontrarono nuovamente il 23 ottobre 1351, a Rimini, all'interno del palazzo Malatesta dove giunsero ai definitivi accordi di pace. Il trattato stabiliva che:
- le parti ritenessero propri i castelli conquistati nei loro territori;
- ognuno di essi avrebbe richiamato i cittadini banditi o esiliati;
- fossero stati permessi la navigazione e l'utilizzo del porto di Ascoli anche al popolo di Fermo;
- agli ascolani era riconosciuto il dominio sul porto di Ascoli e sui circa 4 km di spiaggia compresi tra la foce del Tronto e il torrente Ragnola.

A queste clausole maggiori ne seguirono altre relative a Mitarella, figlia di Mercenario, il figlio di Ruggero che era riscattato, Lomo da Jesi, e i benefici di pace di cui avrebbero goduto città e castelli come: Serra de' Conti, Montefalcone, Ripa, Civitanova, San Ginesio, Montegranaro, Torre di Palme.
Questo trattato fu sottoscritto per Fermo e i suoi confederati dalla firma di Gentile da Mogliano e per Ascoli da Galeotto e suo fratello Malatestino. Una copia di questo atto è conservata presso l'Archivio di Stato di Ascoli Piceno.

### L'assedio e la conquista di Petritoli (1352)
La pace non durò a lungo, più o meno 40 anni, nel corso dei quali fermani e ascolani continuarono a rivaleggiare. Solo pochi mesi dopo, nel maggio 1352 Galeotto Malatesta a capo degli ascolani del quartiere di Sant'Emidio mosse contro il castello di Petritoli, che si trova sulla strada tra Ascoli e Fermo, lo assediò danneggiandone le mura, bruciando i dintorni e le messi quasi giunte a maturazione. Da qui si diresse al castello di Monte Vidone, lo conquistò e gli ascolani del quartiere di Sant'Emidio ne presero possesso. Furono in seguito avvicendati da quelli del quartiere di Santa Maria Intervienas.
Sebbene Galeotto riportasse conquiste e acquisizioni territoriali, gli ascolani continuavano a mal sopportare la sua tirannia e con queste premesse Giambattista Gianluzio di Antonio e Giacomo di Margherito di Marsilio e forse altri che riuscirono a sottrarsi alla vendetta del Malatesta, ordirono una nuova congiura ai suoi danni. Il loro disegno non riuscì e come al solito furono catturati, trascinati a coda di cavallo per la città e pubblicamente appiccati. Sempre nel 1352, mese di febbraio, stessa sorte accomunò anche Vanne Leonardo di Monaldo.
La crudeltà di Galeotto aveva ormai straziato la città e il suo vescovo che saturo delle angherie e delle esecuzioni di Malatesta chiese al papa il trasferimento alla sede di Aquila e fu avvicendato da Paolo I di Bazzano.

### La rivolta degli ascolani e la cacciata di Galeotto (1353)
(da "Ascoli nel Trecento" di A. de Santis)
Galeotto quasi incurante della situazione continuò le repressioni anche verso la montagna, non cadde mai vittima delle numerose imboscate ordite contro di lui, ma viste le condizioni avverse decise di rifugiarsi in città barricandosi all'interno del forte. Il popolo si era ormai sollevato e attaccò duramente la fortificazione fino ad espugnarla. In questo scontro trovarono la morte molti uomini fidati posti a difesa del Malatesta, alcuni riuscirono a mettersi in salvo fuggendo dal Ponte di Cecco che fu poi anche detto il “ponte delle sortite”. Questo episodio fece decidere Galeotto ad abbandonare definitivamente Ascoli e con ciò che restava del suo esercito ripiegò verso Nord e non tornò mai più in città.
Nel 1353, insieme con il fratello e con un gran numero di armati pose l'assedio a Fermo, contro Gentile da Mogliano. Ma dovette correre a difendere Rimini, assalita da Fra Moriale e dai suoi venturieri. Combatté quindi il cardinale Albornoz, legato di papa Innocenzo VI, e nel 1353 recuperò Fermo. Cercò di riprendere Recanati al legato pontificio, ma fu respinto. Pose l'assedio a Paterno, che si era ribellato. Combatté con Rodolfo da Varano, ma fu fatto prigioniero. Dopo aver concluso la pace, i Malatesta ebbero dalla Chiesa il vicariato di Rimini, Pesaro, Fano e Fossombrone.

## Assedio e sconfitta del Castello di Paderno
Malatesta pose l'assedio al Castello di Paderno del contado di Ancona, l'attuale Paterno, il 29 aprile 1355, che si era ribellato agli emissari di Galeotto i quali chiedevano il pagamento di alcune gabelle. Il Malatesta forte della presenza di oltre 600 barbute, e il popolo anconetano, allestì un accampamento circondato da mura cui si poteva accedere da una sola porta facilmente difendibile e controllabile. Rodolfo da Varano di Camerino, gonfaloniere della chiesa e capo degli antimalatestiani, con circa 800 cavalieri, irruppe nel campo e lo occupò e lo perdette per ben due volte. Studiò il terzo tentativo di attacco ponendosi sopra un colle da cui il campo non aveva difesa muraria e attaccò contemporaneamente anche la porta. Malatesta si trovò circondato e fu preso due volte dai nemici e due volte liberato dai suoi cavalieri. Mentre cercava di scappare il suo cavallo fu colpito e morì, fu ferito anche Galeotto e catturato fu costretto in prigionia. Everardo von Anstorp ebbe l'onore di farlo prigioniero e ricevette un premio di 200 fiorini. Nel borgo di Paterno, a ricordo di questa vittoria sul Malatesta, fu consacrata una cappella a San Giacomo che è andata distrutta.
Il prigioniero fu condotto a Gubbio al cospetto di Albornoz che non lo liberò con immediatezza, ma lo affidò a Nicola Acciaioli gran siniscalco.
Successivamente Galeotto e Rodolfo da Varano si riappacificarono e si trovarono insieme al corteo papale di papa Urbano V. Dopo aver concluso la pace, i Malatesta ebbero dalla Chiesa il vicariato di Rimini, Pesaro, Fano e Fossombrone.

## Discendenza

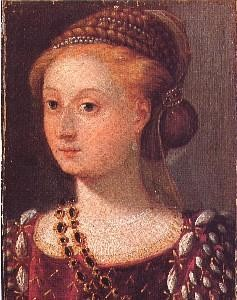
Margherita Malatesta, signora consorte di Mantova

Sposò il 3 giugno 1324 Elisa de la Villette (?-18 agosto 1366), sua prima moglie, nipote del Rettore della Marca anconitana per la Santa Romana Chiesa Amelio di Lautrec. Da questa ebbe una figlia:
- Rengarda Malatesta (? – dicembre 1366[4]), sposò nel 1349 Magio (o Maso) Tarlati (? - 22 gennaio 1380[5]), signore di Citerna dal 1370, figlio di Tarlato Tarladi da Arezzo, signore di Pietramala

Si unì in seconde nozze il 20 ottobre 1367 con Gentile da Varano di Rodolfo da Camerino, figlia di Rodolfo II Da Varano, dopo essersi riappacificato col padre di lei. Da questa ebbe otto figli, di cui cinque maschi:
- Carlo I Malatesta (5 giugno 1368-1429);
- Pandolfo III Malatesta detto il Grande (2 gennaio 1370-1427), signore di Fano, sposò Paola Bianca Malatesta (1366-1398), nel 1421 Antonia da Varano  (?-1423) e nel 1427 Margherita Giuidi di Poppi;
- Margherita Malatesta (1370 – 28 febbraio 1399), nel 1393 sposò Francesco I Gonzaga, signore di Mantova;
- Gentile Malatesta (?-1450 circa), nel 1397 sposò Gian Galeazzo Manfredi, signore di Faenza;
- Rengarda Malatesta (?- 26 settembre 1423), nel 1397 sposò Guidantonio di Antonio II Da Montefeltro, conte di Urbino;
- Andrea Malatesta detto Malatesta (30 novembre 1373-1416), signore di Cesena, sposò Rengarda Alidosio di Imola (?-1401), Lucrezia Ordelaffi di Forlì (1389-1404) e Polissena Sanseverino di Venosa (?-post 1430);
- Galeotto Novello Malatesta detto Belfiore (5 luglio 1377-1400), signore di Cervia, sposò Anna Da Montefeltro, figlia di Antonio II Da Montefeltro, conte di Urbino;
- Nicolò

Ebbe inoltre alcuni figli naturali:
- Gaspero, sposò Antonia, figlia di Almerico degli Almerici da Pesaro
- Iacopo, sposò ... morta il 15 dicembre 1399 a Firenze
- Chiara, sposò Antonio di Uguccio Gualdi da Rimini
- Figlia, nel 1376 sposò Ludovico di Mucciolo de' Balocchi signori di Montenuovo
- Gurone, 1407 potestà di Apiro, probabile
- Tommasa, nel 1350 sposò Giacomo di Taddeo Pepoli, signore di Bologna

## Ascendenza
|                                    |   |          | Genitori |  |  | Nonni |  |  | Bisnonni              |  |  | Trisnonni        |  |
|                                    |   |          |          |  |  |       |  |  | Malatesta I Malatesta |  |  | Malatesta Minore |  |
|                                    |   |          |          |  |  |       |  |  | Malatesta I Malatesta |  |  | Malatesta Minore |  |
|                                    |   | Alaburga |          |  |  |       |  |  | Malatesta I Malatesta |  |  |                  |  |
| Malatesta da Verucchio             |   |          |          |  |  |       |  |  | Malatesta I Malatesta |  |  |                  |  |
|                                    |   | Adelasia | …        |  |  |       |  |  |                       |  |  |                  |  |
|                                    |   | Adelasia | …        |  |  |       |  |  |                       |  |  |                  |  |
|                                    |   | Adelasia | …        |  |  |       |  |  |                       |  |  |                  |  |
| Pandolfo I Malatesta               |   | Adelasia |          |  |  |       |  |  |                       |  |  |                  |  |
|                                    |   | …        | …        |  |  |       |  |  |                       |  |  |                  |  |
|                                    |   | …        | …        |  |  |       |  |  |                       |  |  |                  |  |
|                                    |   | …        | …        |  |  |       |  |  |                       |  |  |                  |  |
| Margherita Paltenieri di Monselice |   | …        |          |  |  |       |  |  |                       |  |  |                  |  |
|                                    |   | …        | …        |  |  |       |  |  |                       |  |  |                  |  |
|                                    |   | …        | …        |  |  |       |  |  |                       |  |  |                  |  |
|                                    |   | …        | …        |  |  |       |  |  |                       |  |  |                  |  |
| Galeotto I Malatesta               |   | …        |          |  |  |       |  |  |                       |  |  |                  |  |
|                                    | … | …        |          |  |  |       |  |  |                       |  |  |                  |  |
|                                    | … | …        |          |  |  |       |  |  |                       |  |  |                  |  |
|                                    | … | …        |          |  |  |       |  |  |                       |  |  |                  |  |
| …                                  | … |          |          |  |  |       |  |  |                       |  |  |                  |  |
|                                    |   | …        | …        |  |  |       |  |  |                       |  |  |                  |  |
|                                    |   | …        | …        |  |  |       |  |  |                       |  |  |                  |  |
|                                    |   | …        | …        |  |  |       |  |  |                       |  |  |                  |  |
| Taddea da Rimini                   |   | …        |          |  |  |       |  |  |                       |  |  |                  |  |
|                                    |   | …        | …        |  |  |       |  |  |                       |  |  |                  |  |
|                                    |   | …        | …        |  |  |       |  |  |                       |  |  |                  |  |
|                                    |   | …        | …        |  |  |       |  |  |                       |  |  |                  |  |
| …                                  |   | …        |          |  |  |       |  |  |                       |  |  |                  |  |
|                                    |   | …        | …        |  |  |       |  |  |                       |  |  |                  |  |
|                                    |   | …        | …        |  |  |       |  |  |                       |  |  |                  |  |
|                                    |   | …        | …        |  |  |       |  |  |                       |  |  |                  |  |
|                                    |   | …        |          |  |  |       |  |  |                       |  |  |                  |  |